# Бригадний генерал
Бригадний генерал — первинне, нижче генеральське військове звання вищого офіцерського складу, яке займає проміжне місце між полковником і генерал-майором в арміях багатьох країн. Другий варіант назви — «бригадир» — не завжди є повним синонімом першого, оскільки в деяких сучасних арміях, приміром у хорватській чи австралійській, бригадир — це найвищий офіцерський ранг, а не найнижчий генеральський.
У військово-морському флоті еквівалентним званню бригадного генерала є звання коммодор.

## УЗбройних силах України
У Збройних силах України протягом 2006-2008 здійснювалося кілька спроб введення військового звання бригадний генерал.
5 липня 2016 року було затверджено Президентом України «Проект однострою та знаки розрізнення Збройних Сил України». У Проєкті серед іншого визначено військові звання та знаки розрізнення військовослужбовців. У військовій ієрархії Сухопутних військ та Повітряних сил з'являється нове військове звання, аналога якому раніше не було. За кодуванням НАТО належить до рангу OF-6. Як знаки розрізнення бригадні генерали отримали по одній чотирипроменевій зірочці зі схрещеними булавами на погон та «зубчатку» на петлиці (аналогічно до генералів УГА). Остаточно звання бригадного генерала затверджено Верховною Радою України 5 червня 2020 року. 14 жовтня 2020 року у Збройних Силах України з’явилися перші бригадні генерали. Ними стали Грузевич Олександр Степанович та Карпенко Володимир Володимирович.
24 серпня 2021 року першою жінкою — бригадним генералом ЗСУ стала Остащенко Тетяна Миколаївна.
| нижче за рангом: Полковник | Бригадний генерал | вище за рангом: Генерал-майор |

## Військове званнябригадний генералв іншихкраїнахсвіту

### Австралія
Під час Першої світової війни, в Австралійських Імперських Збройних Силах (англ. Australian Imperial Force) чин бригадного генерала був тимчасовим, тобто офіцер призначений командиром бригади, автоматично отримував це звання, але виключно на час перебування на посаді командира бригади.
Пізніше у Збройних силах Австралії цей чин було перейменовано за британським зразком — бригадир. До 1922 року чин бригадного генерала (англ. brigadier general) у ЗС Австралії належав до генеральських чинів (поряд з чинами генерал-майора, генерал-лейтенанта та генерала). Після перейменування, чин бригадира вже не відносився до генеральських чинів.

### Аргентина
Військове звання (чин) бригадного генерала, або точніше бригадир-генерала (з деякими місцевими відмінностями) використовується в Аргентинських Повітряних силах (ПС). Використання цього звання (чину) відрізняється від того, як воно використовується в інших державах світу. На відміну від інших збройних сил, чин (звання) бригадного генерала (бригадир-генерала) є найвищим генеральським званням (чином) у ПС Аргентини. Це відбувається через те, що у ВПС Аргентини чин бригадного генерала та його похідні звання визначають увесь генеральський склад (вищі офіцери) ПС: бригадир (ісп. brigadier) — нижчий генеральський чин, бригадир-майор (ісп. brigadier-major) — середній та бригадир-генерал (бригадний генерал, brigadier-general) — найвищий генеральський чин (військове звання) у ПС Аргентини.
Військове звання (чин) бригадир-генерала мають виключно начальник генерального штабу ВПС Аргентини та начальник Об'єднаного Комітету начальників штабів, якщо звісно останній офіцер є представником ВПС.
Сухопутні сили Аргентини не використовують військове звання (чин) бригадир-генерала, замість цього використовується чин (звання) бригадний генерал (ісп. general de brigada).

### Бангладеш
До 2001 року у ЗС Бангладешу існував чин бригадира. Це звання (чин) було нижчим генеральським званням та розташовувалось між чинами полковника та генерал-майора.
У 2001 році у ЗС Бангладеш було введено звання бригадний генерал, еквівалентне чину бригадира.
У ВМС країни чину бригадного генерала відповідає чин комодора (Commodore), у ВПС — ейр-коммодора, або комодора ПС (Air Commodore).
Але на сьогодні чин бригадного генерала частіше скорочується до бригадира (однозіркового генерала, One Star General).

### Бельгія
У Бельгійській армії використовується військове звання (чин) бригадний генерал (фр. général de brigade, нід. brigadegeneraal). Однак у таких невеликих збройних силах якими є бельгійські збройні сили, цей чин має тимчасове значення, та присвоюється полковникам, які займають посади, що відповідають цьому чину (наприклад, військові аташе у посольстві великої країни).

### Бразилія
У цій країні чин бригадного генерала (бригадира) є первинним генеральським чином (у Бразилії це двозірковий генерал) як у більшості країн, що мають це звання у своїх збройних силах. У ПС Бразилії існують звання дво-, три- та чотиризіркового генерала, відповідно бригадир (ісп. Brigadeiro), бригадир-майор (ісп. Major-Brigadeiro) та бригадир-лейтенант ПС (ісп. Tenente-Brigadeiro-do-Ar).

### Естонія
В Естонських збройних силах існує чин brigaadikindral, який відповідає чину бригадного генерала в інших арміях світу.

### Індонезія
В Індонезії існує чин brigadir jenderal, який є четвертим вищим військовим чином та первинним генеральським чином як у Індонезійській Національній поліції так і в національній армії Індонезії.

### Іран
У ЗС Ірану існує військовий чин Sar-Tip, який відповідає чину бригадного генерала в інших арміях світу. Цей чин вище чину Sar-Hang (полковник), але нижче Sar-Lashkar (генерал-майор).
Чин Sar-Tip використовується також в Іранській революційній гвардії. Різниця в тому, що в сухопутних військах та ПС Ірану чин Sar-Tip має назву «Timsar Sar-Tip», а в військах гвардії — «Sardar Sar-Tip». За неписаним правилом, вищим генеральським чином у ЗС Ірану є чин генерал-майора. Відповідно чин бригадного генерала (Sar-Tip) є другим вищим військовим званням (чином). Вищі офіцери, яким присвоєно чин Sar-Tip можуть бути призначені на посади командувача ПС та сухопутних військ Ірану, а також ВМС (відповідний адміральський чин у ВМС, що відповідає чину бригадного генерала).

### Ізраїль
У силах оборони держави Ізраїль чину бригадного генерала відповідає чин Tat Aluf та є третім найвищим військовим званням (чином), цей чин нижче чинів Aluf (генерал-майор) і Rav Aluf (генерал-лейтенант/генерал) та вище чина Aluf Mishne (полковник).

### Йорданія
У ЗС Йорданії військове звання бригадний генерал має назву Amid, і є вищим за чин Akeed (полковник), та нижчим за чин Liwa (генерал-майор).

### Іспанія
У сухопутних силах та ПС Іспанії чин (військове звання) бригадного генерала, або генерала бригади (general de brigada) є нижчим (первинним) генеральським чином. У ВМС йому відповідає чин контр-адмірала (contralmirante).

### Канада
у Канадських ЗС чин бригадного генерала (brigadier-general (BGen), brigadier-général (bgén) in French)) існує в сухопутних військах та ПС, в ВМС йому відповідає чин комодора (commodore). Чин бригадного генерала вище за чин полковника/капітана ВМС та нижче за чин генерал-майора/контр-адмірала.
Сьогодні чин бригадного генерала існує в Канадських ЗС попри те, що бригадами командують полковники. До кінця 90-х років XX століття бригадами командували бригадні генерали. В ВПС бригадні генерали зазвичай очолювали так звані «Групи», які в кінці 90-х років були спрощені у системі авіаугруповань ВПС Канади.
Знаками розрізнення бригадного генерала є один золотий кленовий лист, над яким розташовані перехрещені жезл та шабля з короною святого Едуарда (на багатьох видах погон нижче кленового листка розташовується напис Канада, англійською мовою).

### Китай
Китайське військове звання старший полковник (Da-Xiao) відповідає загальновживаному чину бригадний генерал. Звання старший полковник вище за звання полковник (Shang-Xiao), але нижче за звання генерал-майора (Shao-Jiang). У ЗС КНР старший полковник очолює дивізію (Shi) або бригаду (Lü). Генерал-майори рідко займають посади командирів дивізій.

### Марокко
У ЗС Марокко чину (військовому званню) бригадний генерал (бригадир) відповідає чин (військове звання) Colonel Major.

### Мексика
У мексиканських ЗС чин генерала бригади (ісп. general de brigada) нижче чина дивізійного генерала (general de división) та вище чина генерал-бригадира (ісп. general brigadier). Таким чином у Мексиці існує два військових звання (чина), що відповідають загальновизнаній назві — бригадний генерал (бригадир). На полі погону генерала бригади розташовано герб Мексики над яким розташовані дві зірки; на полі погону генерал-бригадира відповідно над гербом розташована одна зірка.

### М'янма
У збройних силах цієї країни чину бригадного генерала відповідає чин Bo Mhu Gyoke, а вищі офіцери, які мають це військове звання звичайно займають посади заступників начальників Регіональних військових командувань, командирів легких піхотних дивізій та посади у Військових оперативних командуваннях. Бригадні генерали на цивільній службі зазвичай займають посади заступників Міністрів або генеральних директорів відповідних міністерств і відомств.

### Німеччина
Відповідне військове звання існує у ЗС ФРН та має назву brigadegeneral. Цей чин порівняно новий, оскільки до 1982 року цього чину не існувало у ФРН, а чину бригадного генерала у інших ЗС відповідав чин генерал-майора.

### Норвегія
В 2023 році офіційному талісману Королівської гвардії Норвегії королівському пінгвіну Нільсу Олафу III, який з 2016 року мав військове звання «бригадний генерал» було присвоєно чергове військове звання «генерал-майора» і відтепер він носить величний титул генерал-майора сера Нільса Олафа III, барона островів Буве та офіційного талісмана Його Величності Королівської гвардії Норвегії. 

### Пакистан
Пакистанські ЗС мають систему військових звань засновану на британській системі і вперше впроваджену у 1947 році після здобуття незалежності. Однак корона на погонах була замінена зіркою та півмісяцем, які символізують суверенітет уряду Пакистану.
У Пакистанській армії чин бригадного генерала має назву — бригадир і повністю відповідає британському за назвою та позицією в системі генеральських чинів. У Повітряних силах чину бригадира відповідає чин комодора ПС (Air commodore).

### Корея
У Збройних силах Південної Кореї чин бригадного генерала має назву Junjang і відповідає однозірковому генералу у ЗС США та має подібні знаки розрізнення. У Північній Кореї не існує чина бригадного генерала, а вживається, як і у ЗС КНР чин старшого полковника (Taejwa), який є вищим за чин полковника (Sangjwa) та нижчим за чин генерал-майора (Sojang).

### Польща
У Польських ЗС існує військове звання генерал бригади (пол. generał brygady), яке є еквівалентом звання бригадного генерала.

### Португалія
У сухопутних військах та ПС країни чин brigadeiro-general є тимчасовим військовим званням для полковників, які займають посади, відповідні цьому чину. Аналогічний чин існує у ПС, у ВМС — військове звання коммодор (порт. commodore).
Чин бригадного генерала було знову введено в систему військових звань Португалії в 1999 році. З 1707 по 1864 та з 1929 по 1937 існував чин бригадира (порт. brigadeiro). З 1937 по 1999 бригадир мав 2 зірки, згодом одну, а дві зірки було присвоєно генерал-майорському чину.

### Туреччина
У ЗС Туреччини (сухопутні війська та ПС) аналогом чина бригадний генерал є чин tuğgeneral, в ВМС є відповідний чин tuğamiral. Основою для турецького найменування цього чину є слово tugay, що турецькою означає бригада.

### Франція
У ЗС Франції використовують звання (чин) бригадного генерала. Раніше до 1793 використовувалось звання (чин) бригадир армії або армійського бригадира (фр. brigadier des armées). Цей чин контрастує з французьким підофіцерським чином бригадир. Як і до усіх французьких генеральських чинів, до французького бригадного генерала звертаються просто — генерал (наприклад, генерал де Голль) без будь-яких вказівок на те, що він наприклад, бригадний, чи армійський генерал.
Чин армійського бригадира (фр. brigadier des armées), що існував у французькому війську до 1793 року, може бути прирівняний до чину старшого полковника та командира бригади (молодшого).
Чин маршала табору (фр. maréchal de camp) відповідав посаді командира бригади вже після 1793. Бригадир армій мав одну, а маршал табору відповідно дві зірки. Під час Великої Французької революції чин (звання) бригадир армії було скасовано, а чин маршал табору було змінено на чин бригадного генерала, що точніше відповідало званню командира бригади. Таким чином бригадний генерал отримав дві зірки, як чин, що замінив чин марашала табору (мав дві зірки).
Сьогодні бригадний генерал (général de brigade) у ЗС Франції командує бригадою, яка є найбільшим військовим підрозділом у ЗС Франції у мирний час, або рівним бригаді підрозділом. Також цей чин присвоюють полковникам у відставці, як нагороду. Бригадний генерал має дві зірки, що розміщуються на погонах та на рукавах (в залежності від уніформи). Також існують знаки розрізнення на головних уборах (кепі): на службових — дві зірки, а на офіційних — широка в'язь з дубових листків по всій окружності головного убору (у дивізійного генерала таких в'язей дві, але меншого розміру).
Найвідомішим бригадним генералом У Франції є генерал де Голль. У травні 1940 йому було присвоєно тимчасовий чин бригадного генерала, як командиру (фр. 4ème division cuirassée de réserve) — 4-ї резервної бронетанкової дивізії.

знаки розрізнення бригадного генерала (фр. général de brigade) та бригадного генерала ПС Франції (фр. général de brigade aérienne)
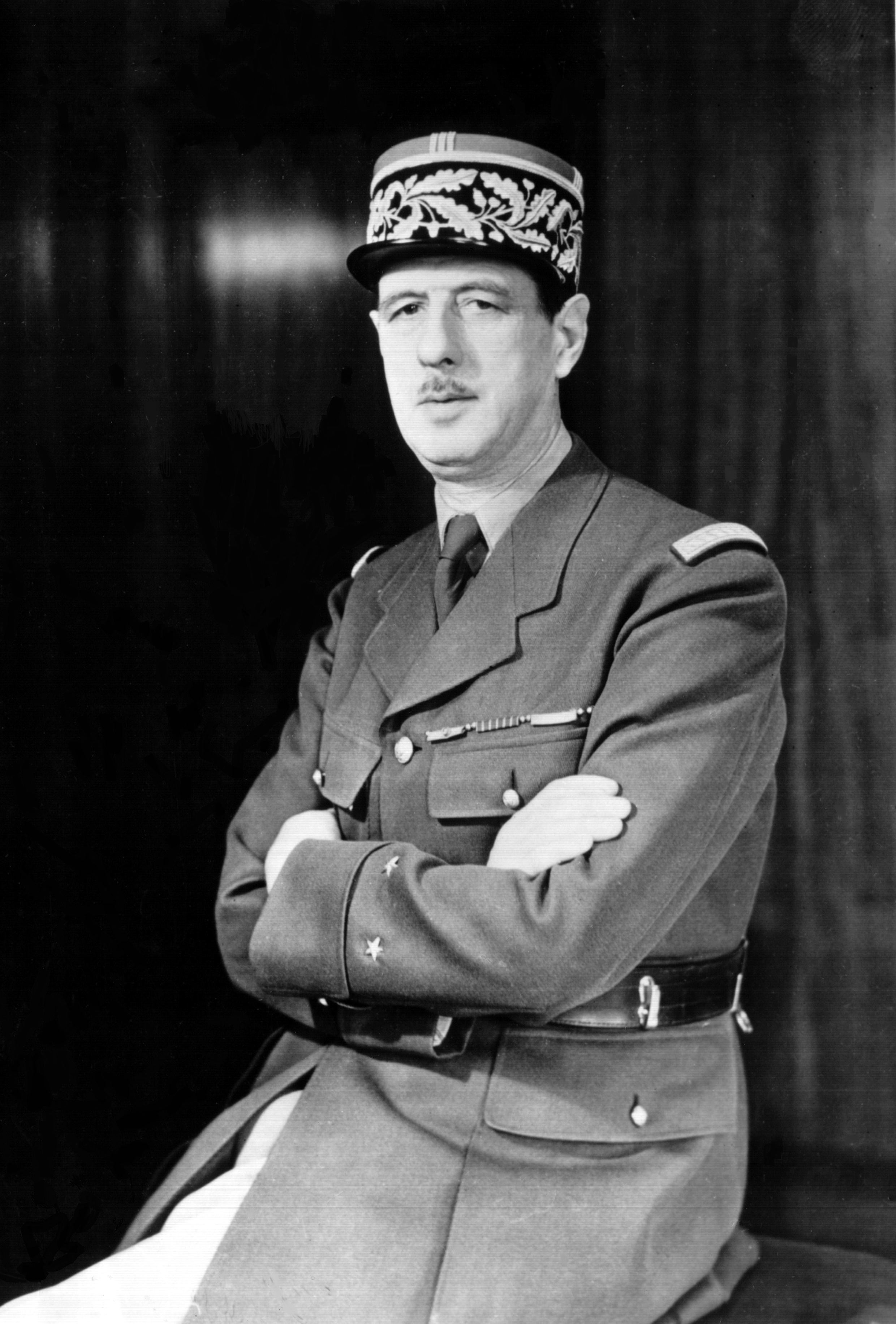
бригадний генерал Шарль де Голль у офіційному кепі.
знаки розрізнення бригадного генерала жандармерії (фр. général de brigade)

### Швеція
У сухопутних військах та ПС Швеції чин бригадного генерала (швед. brigadgeneral) є нижчим (первинним) генеральським чином. Аналогічним чином у ВМС є чин адмірал флотилії (швед. flottiljamiral).

### Чеченська республіка Ічкерія
У відповідності до наказу президента ЧРІ № 164 від 7 грудня 1993 року «Про встановлення військових та спеціальних звань військовослужбовцям збройних сил Чеченської Республіки, військовим формуванням та поліції» було скасовано радянську й запроваджено національну систему військових та спеціальних звань. Серед інших було запроваджено й звання бригадного генерала, де воно відповідало радянському/російському званню генерал-майор (вище звання полковник, нижче звання дивізійний генерал).

## Знаки розрізнення чина (військового звання) бригадного генерала у деяких країнах світу

### Сухопутні війська

Греція: Ταξίαρχος (Taxiarkhos)
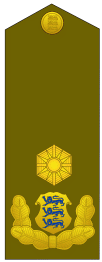
Естонія: Brigaadikindral
Італія: Generale di brigata (Brigadiere generale)
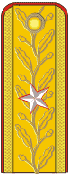
Румунія: General de brigadă
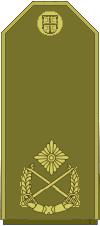
Сербія: Бригадни генерал
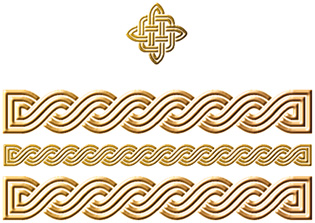
Хорватія: Brigadni general
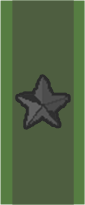
Швеція: Brigadgeneral

### Повітряні сили

Велика Британія
Греція: Ταξίαρχος
Данія
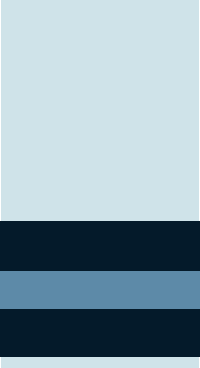
Індія
Іспанія
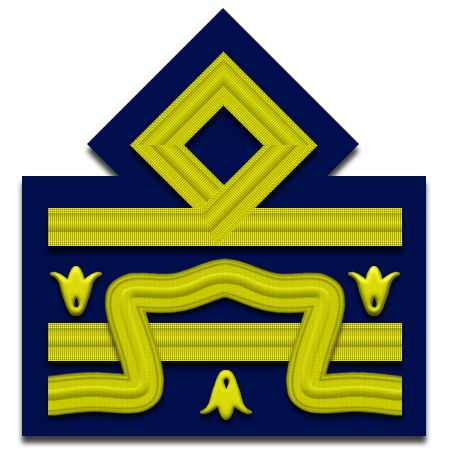
Італія: Generale di Brigata Aerea
Польща
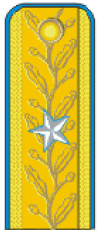
Румунія: General de flotilă aeriană
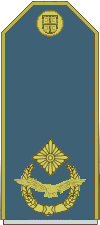
Сербія: Бригадни генерал
США
Фінляндія: Prikaatikenraali
Франція: général de brigade aérienne